# Commodus

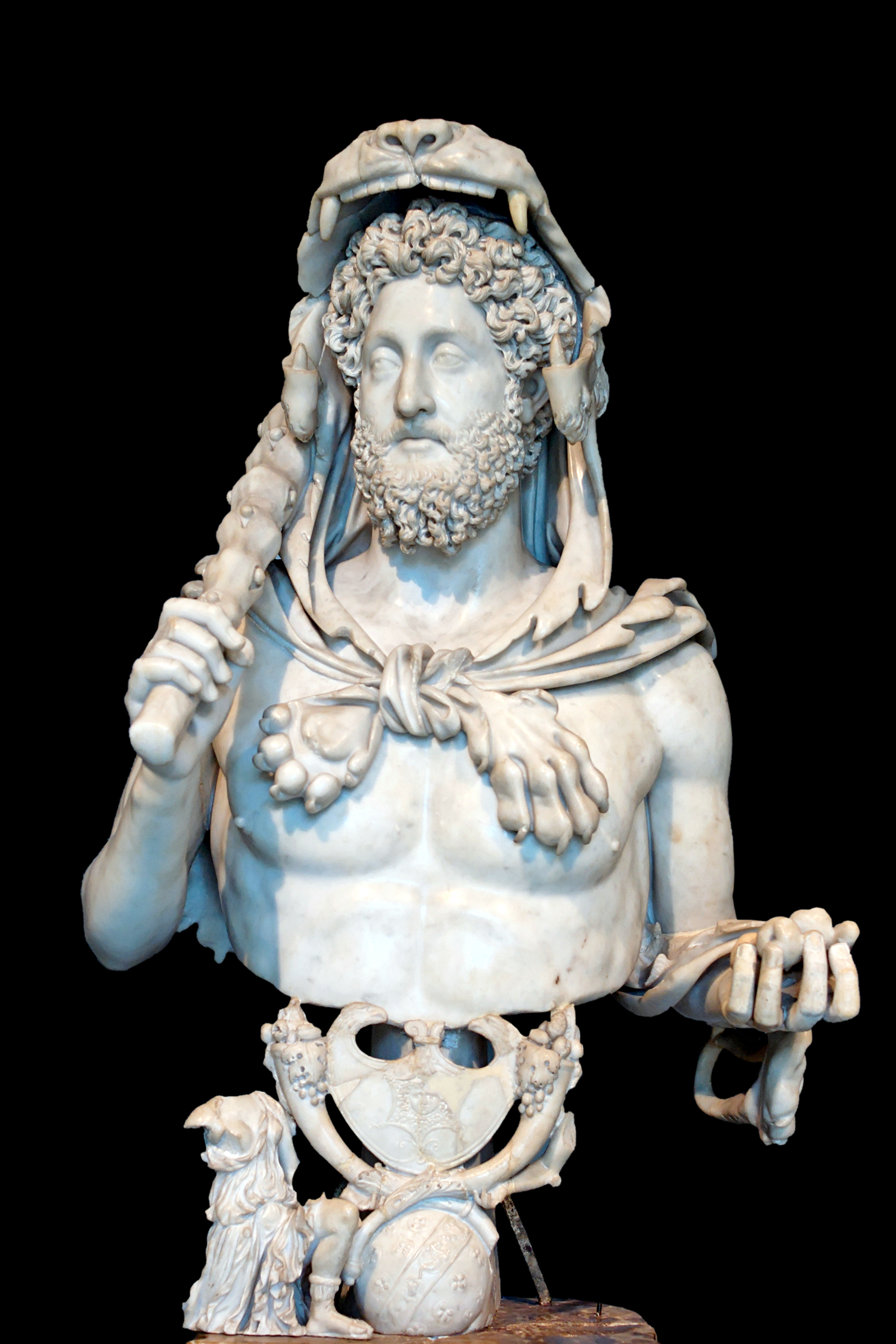
Marcus Aurelius Commodus Antoninus

Marcus Aurelius Commodus Antoninus (latină: MARCVS AVRELIVS COMMODVS ANTONINVS AVGVSTVS), (n. 31 august 161 d.Hr., Lanuvium⁠(d), Lazio, Regatul Italiei – d. 31 decembrie 192 d.Hr., Roma, Imperiul Roman) a fost împărat roman din 180 până în 192..

## Biografie
Fiu al lui Marcus Aurelius și al Faustinei, născut la Roma („primul moștenitor al tronului născut în purpură” adică în timpul domniei tatălui său), Commodus este ridicat la rang de caesar în 166 iar la cel de augustus (și coregent) în 177. Proclamat împărat la moartea tatălui său, Commodus renunță la politica ofensivă. Instituie un regim absolutist, în formele teatrale ale monarhiilor orientale. Puterea este exercitată de favoriții săi, Tigidius Perennius și M. Aurelius Cleander, apoi de Q. Aemilius Laetus, prefecți ai pretoriului. Cultele orientale cunosc acum o largă răspândire. La 31 decembrie 192, cade victimă unei conspirații de gineceu, inițiată de Q. Aemilius Laetus, Eclectus și de Marcia (amanta împăratului). Cu el se stinge dinastia Antoninilor (96-192).

## În film
- Căderea Imperiului Roman (1964), Commodus este portretizat de Christopher Plummer.
- Gladiatorul (2000), împăratul roman Commodus este principalul antagonist, în film fiind prezentată o biografie fictivă a acestuia. Este interpretat de Joaquin Phoenix.